# District de Xiangzhou
Pour les articles homonymes, voir Xiangzhou.
Le district de Xiangzhou (香洲区 ; pinyin : Xiāngzhōu Qū) est une subdivision administrative de la province du Guangdong en Chine. Il est placé sous la juridiction de la ville-préfecture de Zhuhai.

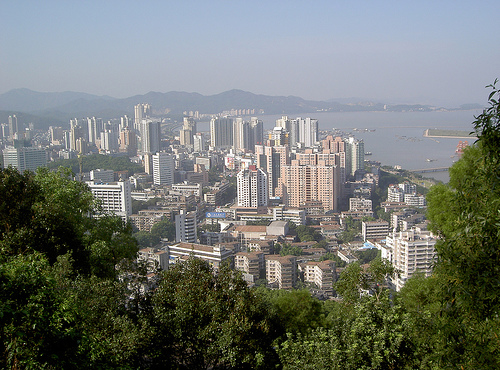
Vue de la partie Est du district de Xiangzhou

Il est découpé en huit sous-districts (街道) :
- Shishan (狮山)
- Wanzai (湾仔)
- Gongbei (拱北)
- Jida (吉大)
- Xiangwan (香湾)
- Meihua (梅华)
- Qianshan (前山)
- Cuixiang (翠香)

et en six bourgs (镇) :
- Tangjia Wan (唐家湾镇)
- Nanping (南屏镇)
- Guishan (桂山镇)
- Dangan (担杆镇)
- Wanshan (万山镇)
- Hengqin (横琴镇).